# Мотузовка
Мотузовка (укр. Мотузівка; до 2024 года — Олейники) — село,
Вязовский сельский совет,
Берестинский район,
Харьковская область, Украина.
Код КОАТУУ — 6323580504. Население по переписи 2001 года составляет 27 (12/15 м/ж) человек.

## Географическое положение
Село Олейники находится на левом берегу река Ковалевка. Выше по течению примыкает к селу Трудолюбовка (Полтавская область), ниже по течению на расстоянии в 1 км расположено село Гринев Яр, на противоположном берегу расположено село Отрада.

## Происхождение названия
```
Название села произошло от украинского слова "Олія" (подсолнечное масло - рус.). Когда то в деревне была маслобойня. 99% людей живущих в деревне имеют фамилию Олейник.
```

## История
- 1850 — дата основания.